# Кордун (Нямц)
Кордун (рум. Cordun) — село у повіті Нямц в Румунії. Входить до складу комуни Кордун.
Село розташоване на відстані 286 км на північ від Бухареста, 39 км на схід від П'ятра-Нямца, 57 км на південний захід від Ясс.

## Населення
За даними перепису населення 2002 року у селі проживали 2470 осіб, з них 2469 осіб (> 99,9%) румунів. Рідною мовою 2469 осіб (> 99,9%) назвали румунську.